# Преображенская надвратная церковь
Надвратная церковь Преображения Господня с Водяными воротами — недействующий православный храм в городе Кириллове Вологодской области, часть архитектурного комплекса Кирилло-Белозерского монастыря Русской православной церкви. Один из самых запоминающихся архитектурных объектов при посещении монастыря, особенно в летнее время, когда ворота открыты и можно с территории музея-заповедника выйти непосредственно к Сиверскому озеру.
Водяные ворота с надвратной церковью Преображения находятся в средней части западной стены Большого Успенского монастыря (XVI в) примыкающей к Сиверскому озеру между Хлебной башней с севера и Свиточной башней с юга. C востока пристроен так называемый «домик келаря».
П. И. Челищев в своём «Путешествии по северу России» (1791 год) говорит о церкви так: «Преображенская на воротах; настоящий престол Преображению Господню, придельные — Николаю Чудотворцу и мученицы Ирины».

## История
И ворота и церковь датируются XVI веком, но ворота были построены ранее церкви. Последняя была освящена в 1595 году. Считается, что церковь была построена местной артелью под руководством старца Леонида Ширшова.
В XVIII веке церковь была перестроена, были уничтожены маленькие главки и оригинальная кровля, восстановлены в XX веке при советской власти в ходе реставрации.

## Архитектура
Ворота имеют вид двух проездных арок с палатами хозяйственного назначения по сторонам: с востока — кладовой, с запада — калачной и просвирной. Их декоративная обработка со стороны двора в виде килевидных архивольтов и прямоугольных, иногда с острым верхом ниш очень близка к убранству Святых ворот на противоположной части Большого Успенского монастыря.
Церковь Преображения Господня над Водяными воротами скорей всего построена по образцу построенного ранее надвратной церкви Иоанна Лествичника. Форма сохранена, но несколько огрублена и сделана более приземистой, что говорит в пользу версии о местных строителях. К основному невысокому кубу примыкают пониженные пристройки: алтарь и паперть с открытыми арками (в XVII веке перестроены в окна). Так же похожи членения северного и южного фасадов пилястрами на три прясла, остроугольные нишки и три яруса сплошь украшенных традиционным северным декором из кирпича кокошников. Ранее навершие имело другую форму. Церковь после постройки серьёзно выделялась в общем ансамбле одно-, двуглавых церквей монастыря тремя главками. Большая главка была в центре, две малых по углам в юго-восточной части храма. Их появление связано с двумя приделами Ирины и Николая, расположенных по разные стороны от главного престола в алтаре (придел Ирины посвящён царице — сестре Бориса Годунова). При этом всё трёхглавие было сдвинуто с центра куба на юго-восток, что придавало зданию своеобразный колорит, который усиливался покрытием алтаря тремя двухскатными кровлями, что выходили щипцами на юго-восточную сторону. В переписных книгах 1733 года говорится, что тёсанные кровли «все погорели». Позднее были сломаны три каменных барабана и вместо них была поставлена деревянная глава, была сделана четырёхскатная крыша. Главка позже сгорела от удара молнии. Главки и кокошники были восстановлены в 1975—1978 годах в ходе реставрации.
Необычность храма становится более наглядной изнутри. Там сразу становится понятно, что сдвиг главок от центра обусловлен не просто желанием создать оригинальный внешний профиль церкви, а оригинальной внутренней конструкцией сводов и внутренних опор. Почти в центре расположены два круглых столба, соединяемые со стенами арками, которые в свою очередь поддерживают коробчатые своды. Главный световой барабан опирается на мощные подпружные арки, которые в свою очередь опираются на юго-восточную стену. Здесь можно видеть завершение слияния пары юго-восточных столбов со стеной и межапсидными стенками, который прослеживается в церквях ансамбля на протяжении всего XVI века. Основной целью такого оригинального решения является желание сократить число опор и увеличить внутреннее пространство церкви.

## Роспись и иконостас
На стенах церкви сохранились два киота с изначальной монументальной Росписью. На северной стене со стороны монастыря расположена храмовая композиция Преображения Господня, которая была сильно переписана в XIX веке. Лучше сохранилась композиция Происхождение честных древ Животворящего Креста Господня на противоположной южной стене. Внутреннее убранство церкви сохранилось весьма полно, обращает на себя древний тябловый иконостас. Идеально сохранившаяся позолота царских врат и местных икон, обилие орнамента на одеждах святителей в деисусе делают иконостас этой церкви ярким и праздничным.

## Современное состояние
Сейчас в церкви находится летняя экспозиция иконостаса церкви. Вход со стороны Домика келаря. Водяные ворота также открываются только в летний период. Посещение их входит в обычную экскурсионную программу. Внутри ворот с юго-восточной стороны обычно находятся торговые столы. Дорожка к колокольне вымощена. Со стороны озера ясно виден плавный спуск к воде, что ярко контрастирует с берегами по сторонам, которые подпёрты валунами от размывания. На берегу видны пни деревьев, которые были спилены уже в XXI веке.

## Галерея
- Галерея видов церкви и ворот
- Северный фасад, современное состояние
- Северный фасад, начало 2000-х, до реставрации Домика келаря
- Северный фасад
- Северный фасад
- Вид зимой
- Вид зимой
- Вид зимой
- Вид зимой
- 1909 год, видно четырёхскатную крышу
- 1991 год, решёток ещё нет, но кровля восстановлена